# Trivignano Udinese
Trivignano Udinese – miejscowość i gmina we Włoszech, w regionie Friuli-Wenecja Julijska, w prowincji Udine.
Według danych na rok 2004 gminę zamieszkiwały 1703 osoby, 94,6 os./km².